# Hazel Nali
Hazel Nali, née le 4 avril 1998 à Lusaka en Zambie, est une footballeuse internationale zambienne évoluant au poste de gardienne de but.

## Biographie
En club, Hazel Nali joue en Zambie pour les Chibolya Queens à Lusaka, pour les Nchanga Queens à Chingola, pour les Indeni Roses à Ndola et pour les Green Buffaloes à Lusaka. En mars 2020, elle remporte la FAZ Women Super Division avec les Green Buffaloes.
En novembre 2020, Nali rejoint le club israélien de l'Hapoel Be'er Sheva qui évolue en Ligat Nashim pour un contrat d'un an. Elle dispute tous les premiers matchs de la saison et, lors du sixième match, elle garde ses buts inviolés pour aider le club à remporter sa première victoire de la saison, en battant l'Hapoel Ra'anana 2-0.
En mars 2022, elle signe en Turquie et rejoint le club stambouliote du Fatih Vatan Spor pour jouer la seconde moitié de la saison 2021-2022 de la Kadınlar Süper Ligi.
Elle participe avec l'équipe de Zambie au championnat d'Afrique 2014, puis à la Coupe d'Afrique 2018.
Elle dispute ensuite les Jeux olympiques d'été de 2020 organisés à Tokyo. Lors du tournoi olympique, elle joue trois matchs, avec pour résultats un nul et deux défaites.